# Décennie 1640 en arts plastiques
Chronologie des arts plastiques
Années 1630 - Années 1640 - Années 1650
Cet article concerne les années 1640 en arts plastiques.

## Événements
- 1643 : Pierre Gole, travaille à Paris dans l'atelier de l'ébéniste hollandais Adriaan Garbrand à l'enseigne de « La Ville d'Amsterdam », rue de l'Arbre-Sec[1].
- 1644 : Philippe de Champaigne est chargé de décorer l'appartement d'Anne d'Autriche au Val-de-Grâce[2].
- 27 janvier 1648 : fondation de l'Académie royale de peinture et de sculpture à Paris à l'instigation de Charles Le Brun et de onze autres artistes, en concurrence avec l'Académie de Saint-Luc dirigée par Simon Vouet[3].
- 2 janvier 1649 : Vélasquez s'embarque à Malaga pour l'Italie ; il y achète des œuvres pour le roi Philippe IV d'Espagne[4].

- Les peintres flamands Frans Snyders et Adriaen van Utrecht inventent le genre pictural du pronkstilleven à Anvers[5].

## Réalisations

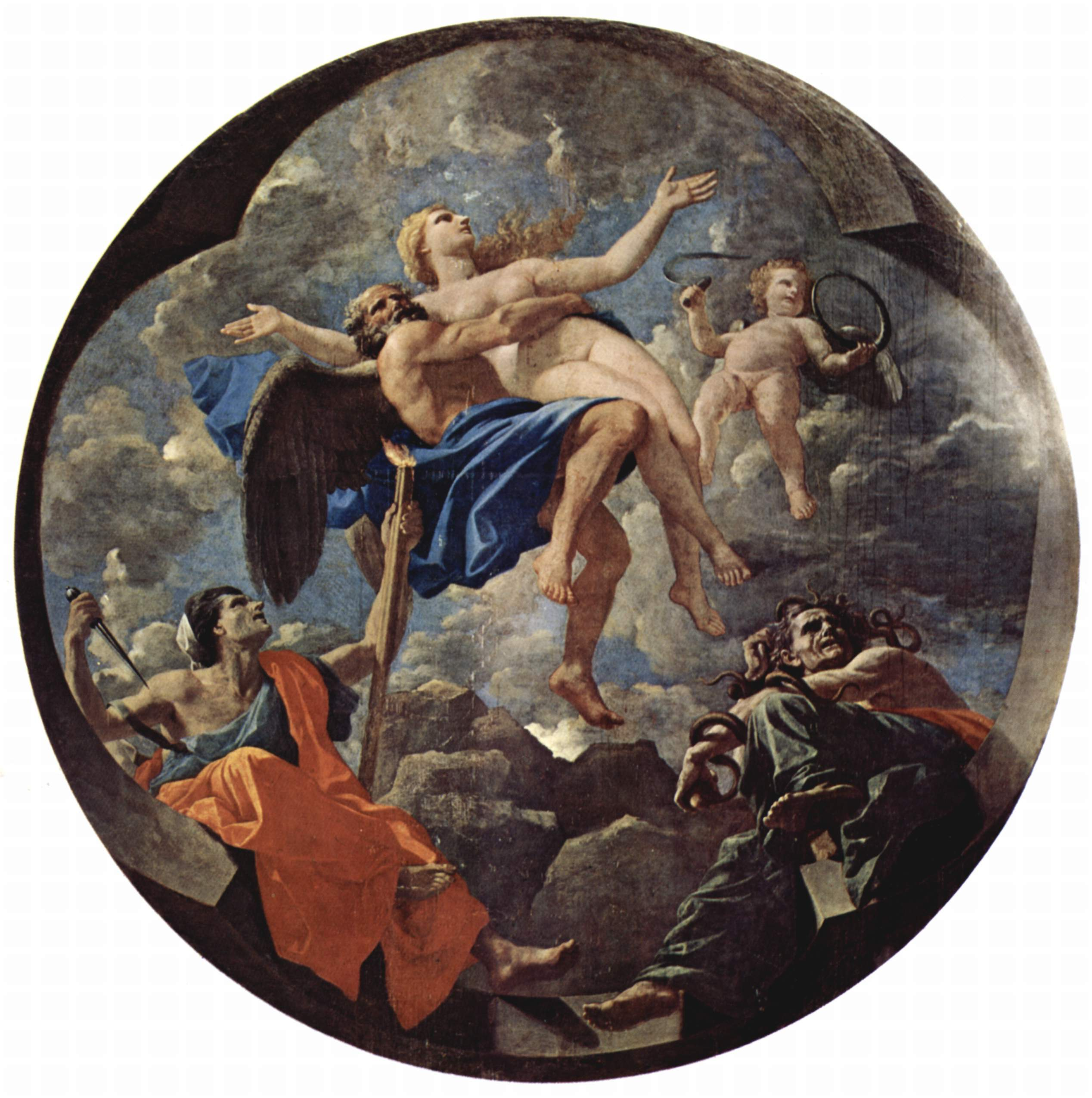
Le Temps soustrait la Vérité aux atteintes de l'Envie et de la Discorde, Nicolas Poussin

- Vers 1639-1641 : Hercule et les juments de Diomède, toile de Charles Le Brun peinte pour le cardinal de Richelieu[6].
- 1640 : Autoportrait à l'âge de 34 ans[7], un des quarante autoportraits de Rembrandt peints de 1628 à sa mort en 1669[8].
- Vers 1640 : Portrait d'homme au gant, de Frans Hals[9].
- Vers 1640-1650 : Les Mendiants, toile de Sébastien Bourdon[10].

- Janvier 1641 : Portrait de Monsieur Albert de Le Sueur[11].
- Août 1641 : Le Bernin envoie à Paris le buste du cardinal de Richelieu, sculpture en marbre commandée par Mazarin[12].
- 1641 :
  - Les Régents de l’hôpital Sainte-Élisabeth, portrait collectif de Frans Hals, à Haarlem[13].
  - Vénus dans la forge de Vulcain et la Charrette des frères Le Nain[14].
  - Le temps révélant la vérité, toile de Nicolas Poussin[15].
- 1641-1642 : Martyre de saint Jean l’Évangéliste, toile de Charles Le Brun[6].
- 1641-1644 : Philippe de Champaigne exécute les décorations de la coupole de l’église de la Sorbonne[16].
- 1641-1647 : les salles des Planètes du palais Pitti de Florence sont décorées par Pietro de Cortone (Vénus, Apollon, Mars, Jupiter et Saturne)[17].

- 1642 :

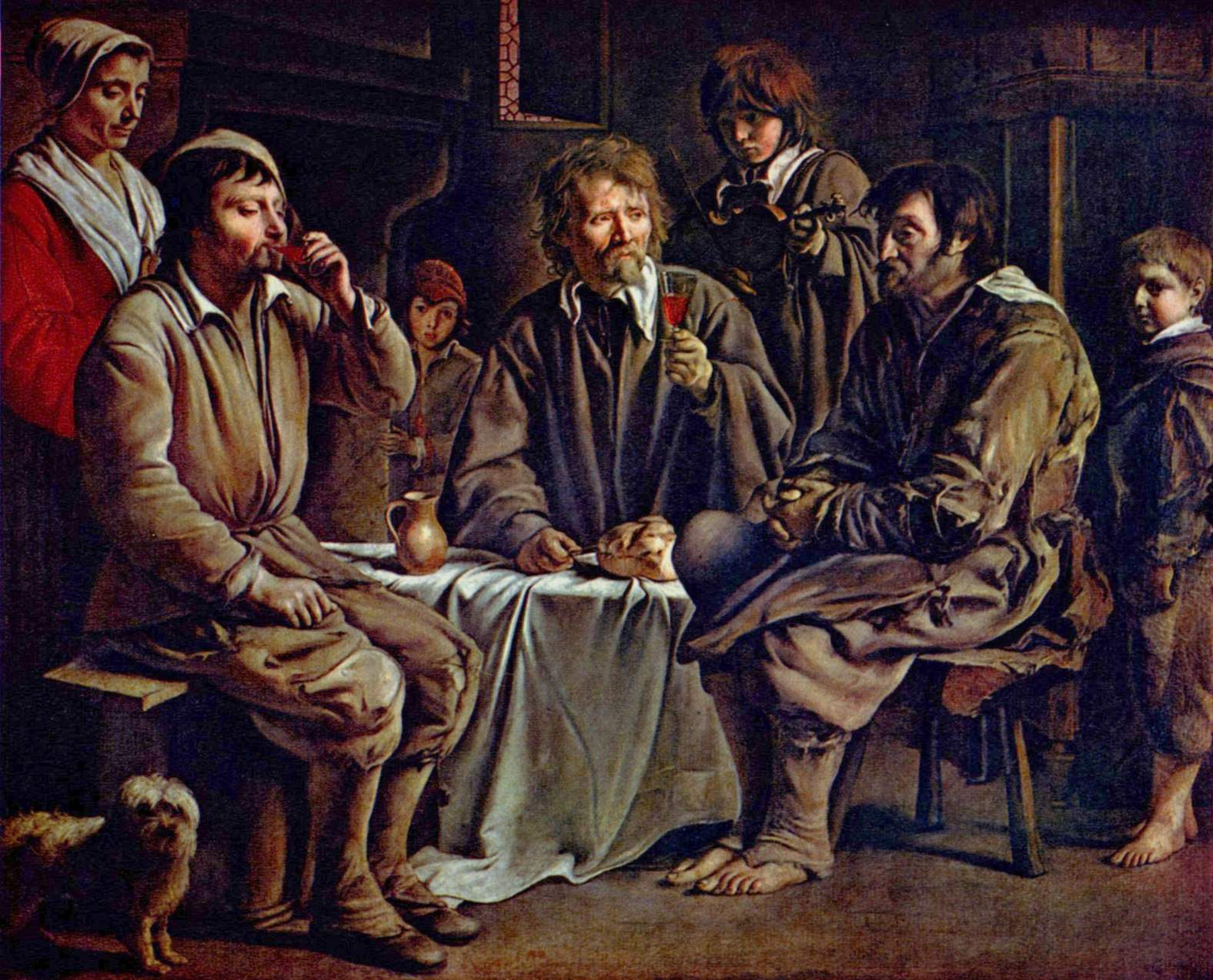
Le Repas des paysans, de Louis Le Nain

  - Jacques Sarrazin achève les cariatides pour le pavillon de l’Horloge au Louvre[18], premier exemple de sculpture française classique.
  - Le Pied-bot, toile de Ribera[19].
  - La Vierge et l’Enfant, toile de La Hyre[20].
  - Le Repas des paysans, le Retour du baptême, Réunion musicale d’Antoine et Louis Le Nain[21].
  - Rembrandt achève La Ronde de nuit[22].
- 1643 : Tabagie ou Le corps de garde toile d'Antoine et Louis Le Nain[23].

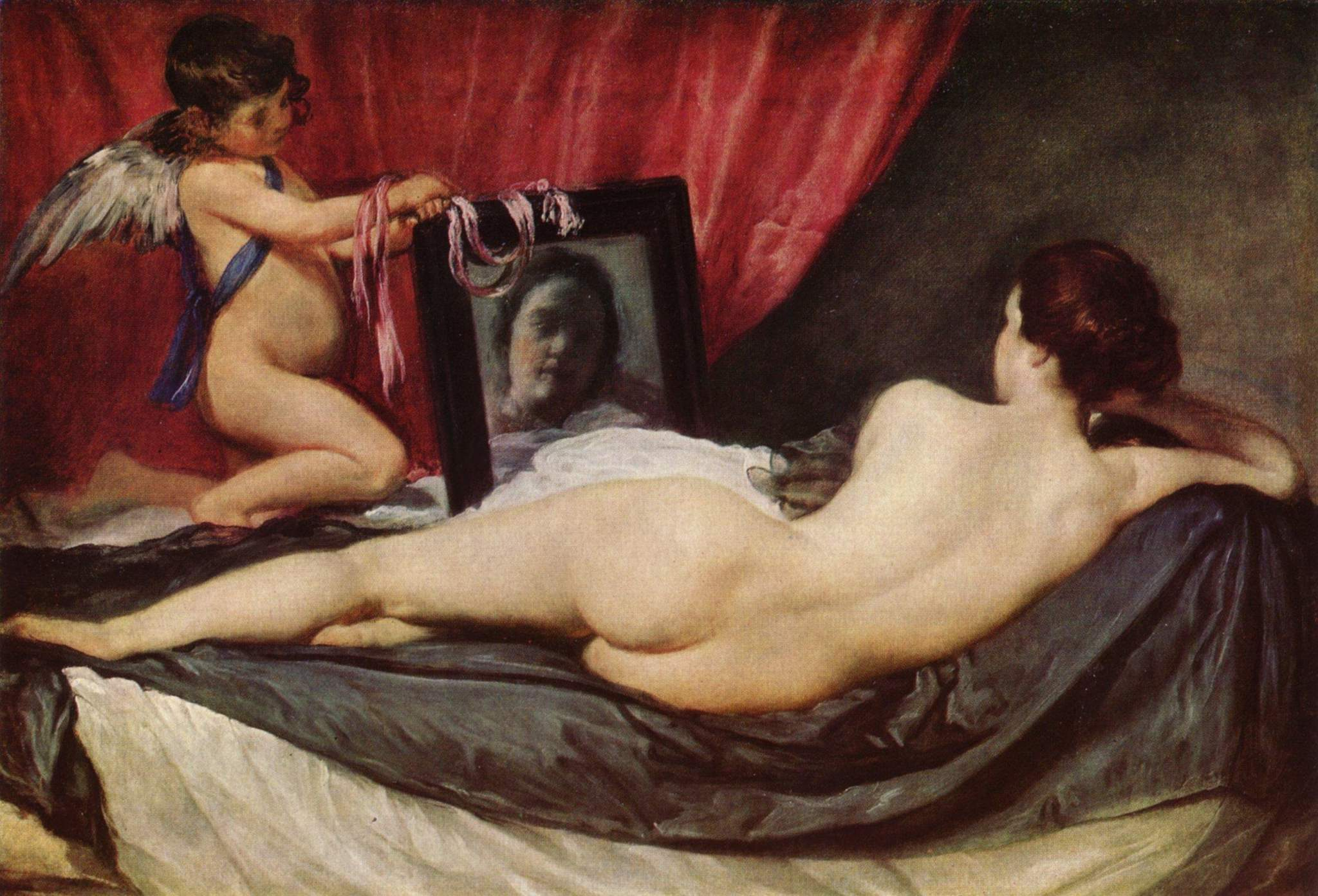
Vénus à son miroir
Vers 1644-1648 (122,5 x 177 cm)
The Trustees of the National Gallery, Londres.

- 1644 : Le Bouffon don Diego de Acedo, de Diego Vélasquez (ou1636-1638)[24].
- Vers 1644 :
  - L'Adoration des bergers, toile de La Tour[25].
  - Le mariage de la Vierge, toile de Philippe de Champaigne[26].
- 1644-1648 : Nicolas Poussin peint la seconde série des Sept Sacrements[27].
- Vers 1644-1648 : Vénus à son miroir, de Diego Vélasquez[28].
- 1645 : Les Larmes de Saint Pierre, toile de La Tour[29].
- Vers 1645 :
  - Paysage avec Apollon et Mercure, toile de Claude Lorrain[30].
  - Murillo peint Les Mangeurs de melon et de raisin[31].
- 1645-1646 : Murillo travaille à une série de onze tableaux commandés par les franciscains de Séville (mort de sainte Claire, la Cuisine des anges, etc.)[32].
- 1645-1648 : Eustache Le Sueur peint les 22 tableaux du cycle de la Vie de Saint Bruno[33].
- Vers 1645-1648 : Eliézer et Rebecca au puits, toile de Sébastien Bourdon[34].

- 1646 : 
  - Chaumières sous les arbres, Paysage avec moulin à vent et Dunes boisées, premières toiles datées de Jacob van Ruisdael[35].
  - Le Miracle de saint Janvier, huile sur cuivre de Ribera pour la chapelle royale du Trésor de San Gennaro de la cathédrale de Naples[36].

- 1647 : 
  - Martyre de saint André, « may » de Charles Le Brun pour la cathédrale Notre-Dame de Paris[37].
  - Portraits dans un intérieur des Frères Le Nain[21].
  - Paulus Potter peint Le Taureau[38].
  - Rembrandt peint Suzanne et les Vieillards[39].
- 1647-1648 : Murillo peint Le Jeune Mendiant[40].
- 1648 : 
  - Portrait du prévôt des marchands et des échevins de Paris[41], La Cène (trois versions, dont une de 1652)[42], Présentation au temple, toiles de Philippe de Champaigne[43].
  - Éliézer et Rébecca, Le Baptême du Christ, La Sainte Famille sur les marches, Paysage avec Diogène, Paysage avec les funérailles de Phocion, Paysage avec les cendres de Phocion et toiles de Nicolas Poussin[44].
  - Les Pèlerins d'Emmaüs, toile de Rembrandt[45].
  - Image Saint Alexis, toile de Georges de La Tour pour le duc de La Ferté[46].
- Vers 1648 :  Le Nouveau-né, toile de Georges de La Tour[47].
- Avant septembre 1649 : Portrait de Descartes, de Frans Hals[48].
- 1649 : 
  - Allégorie de la Musique, toile de La Hire[49].
  - Le Buisson, toile de Jacob van Ruisdael[50].

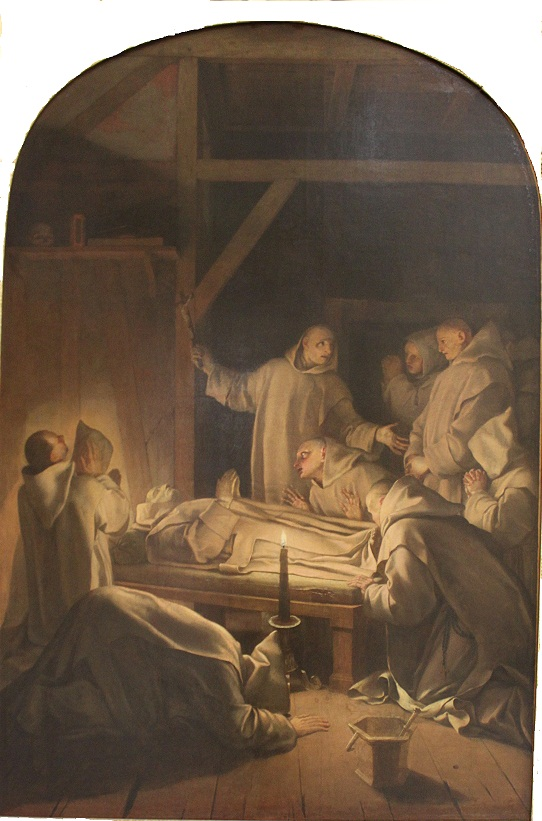
Mort de saint Bruno le 6 octobre 1101, Eustache Le Sueur.
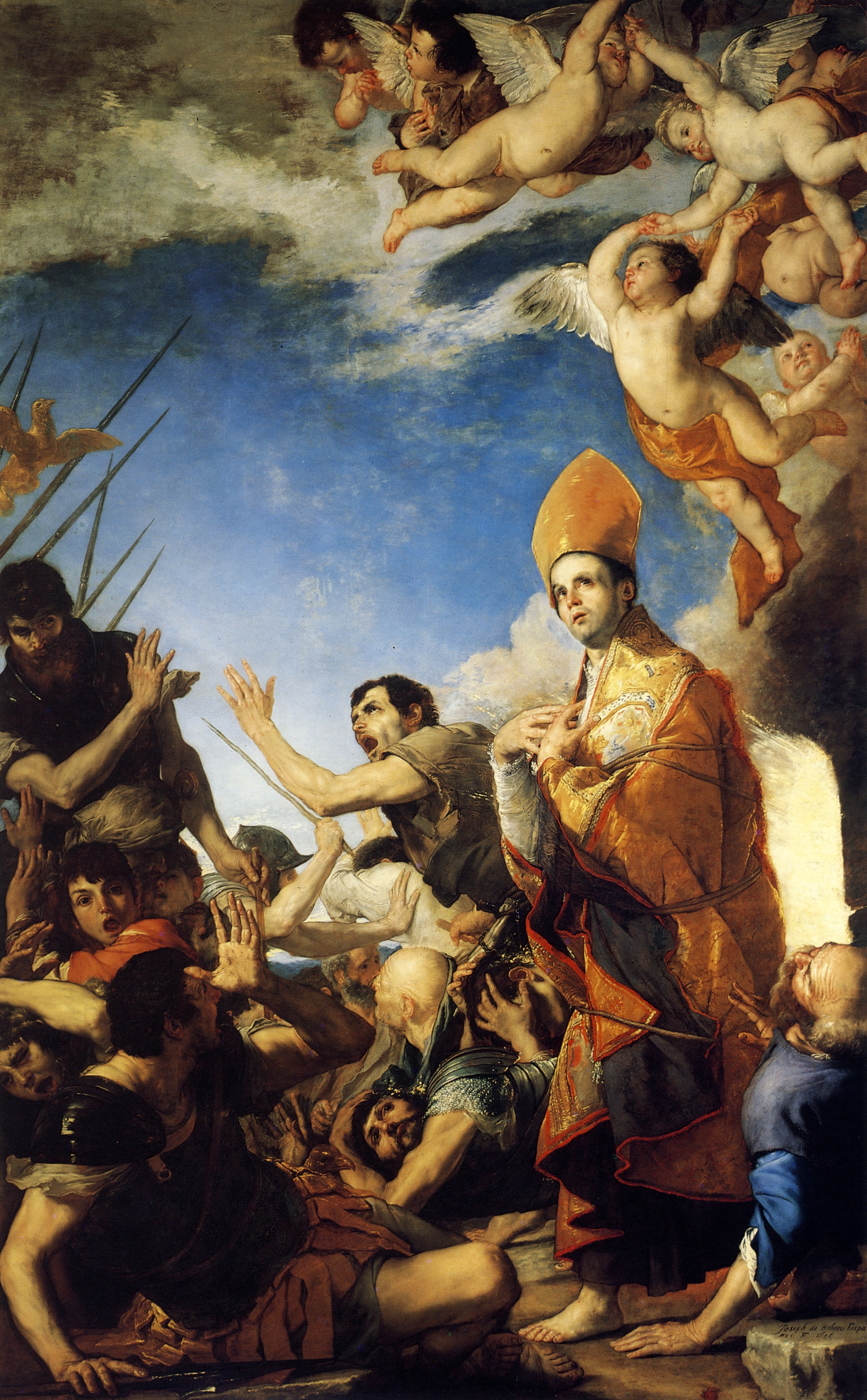
Le Miracle de saint Janvier, José de Ribera
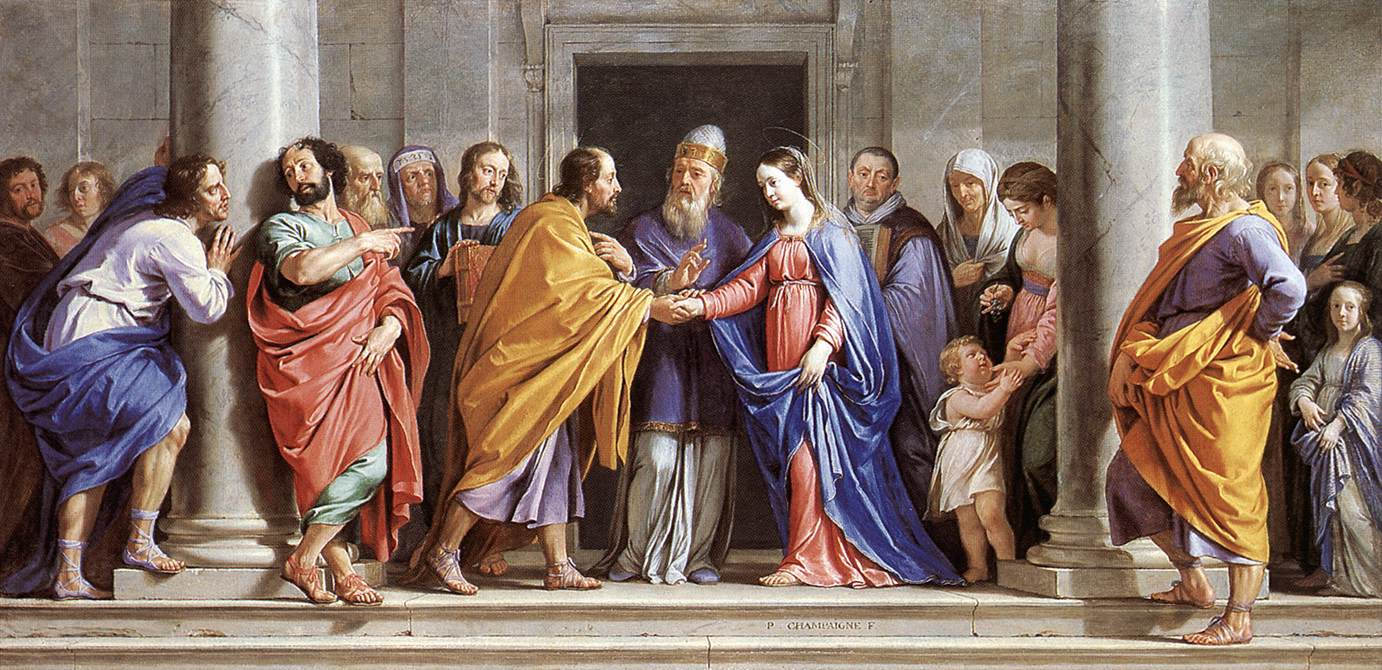
Le mariage de la Vierge, Philippe de Champaigne
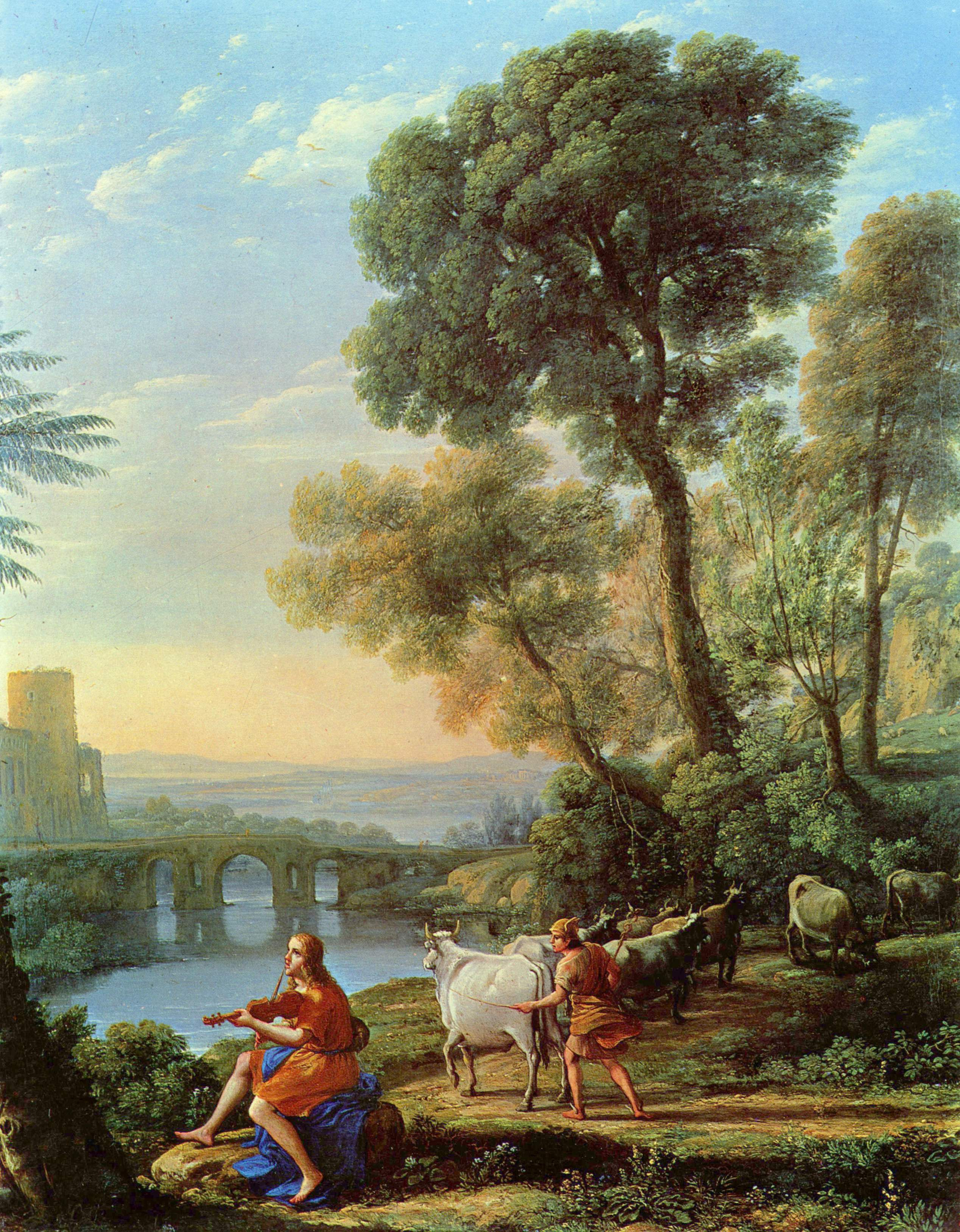
Paysage avec Apollon et Mercure, Claude Lorrain
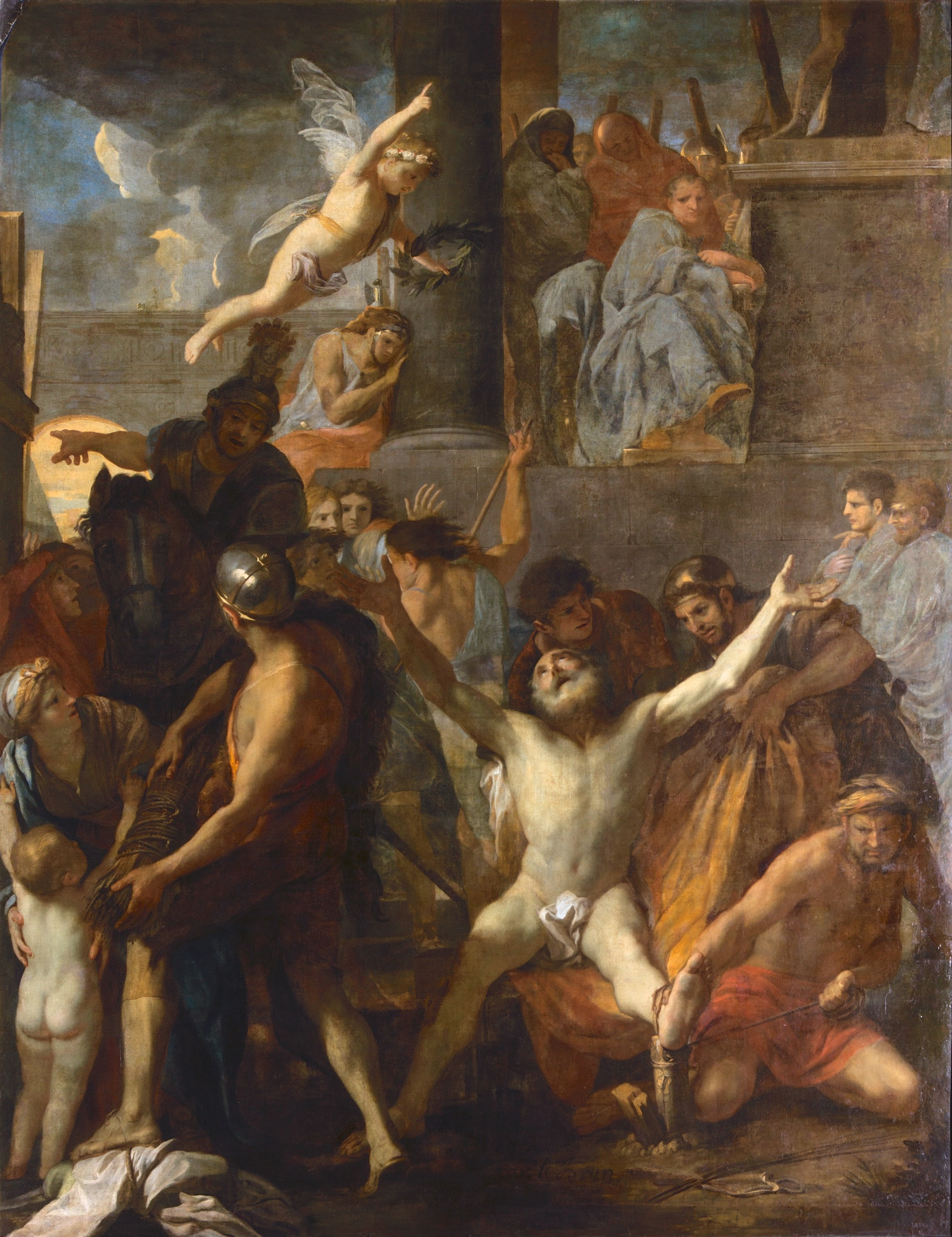
Martyre de saint André, Charles Le Brun.
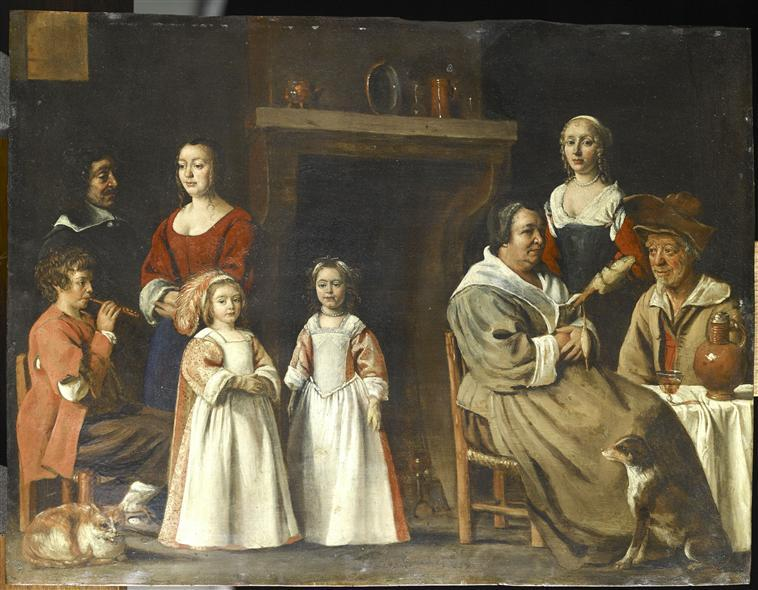
Portraits dans un intérieur, des Frères Le Nain.
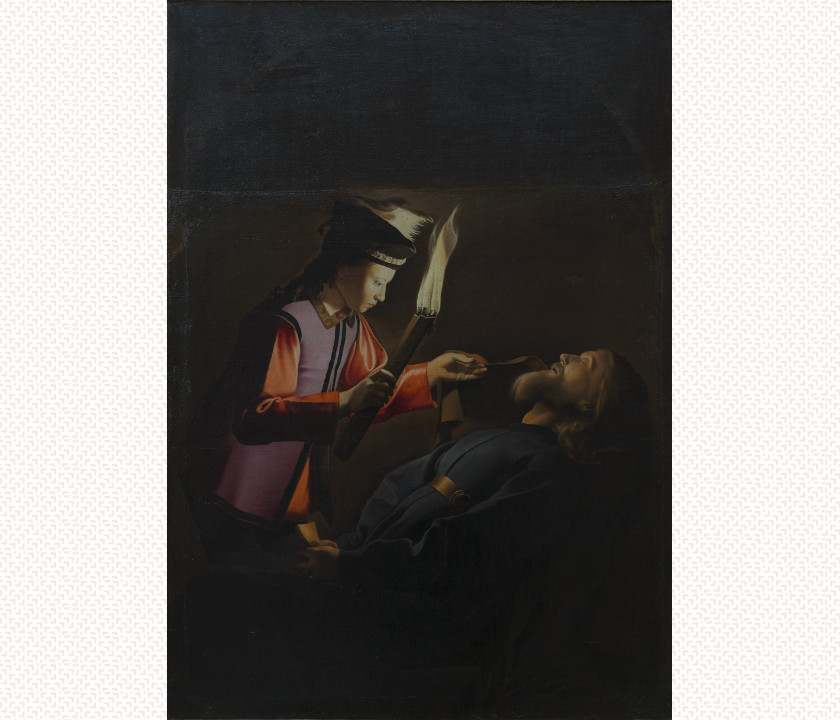
La Découverte du corps de saint Alexis, atelier de Georges de La Tour
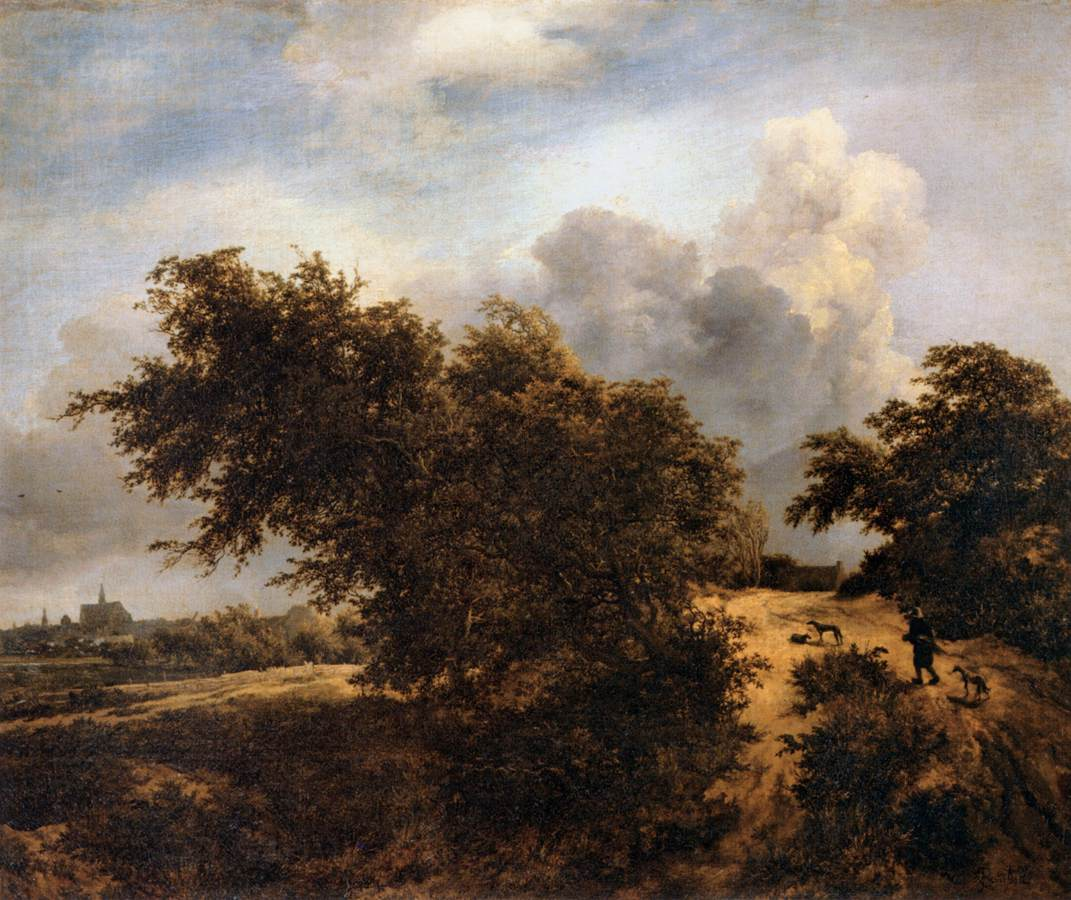
Le Buisson, Jacob van Ruisdael